# Italiens de Roumanie
Les Italiens de Roumanie sont un des groupes ethniques de Roumanie, et, selon le recensement de 2002, ils sont au nombre de 3331. En tant que minorité nationale officiellement reconnue, ils ont un siège réservé à la Chambre des députés de Roumanie. Il n’y a pas en Roumanie de județ où aucun roumain ne s’est déclaré membre de la minorité italienne : ils sont donc dispersés de façon relativement uniforme sur le territoire roumain.

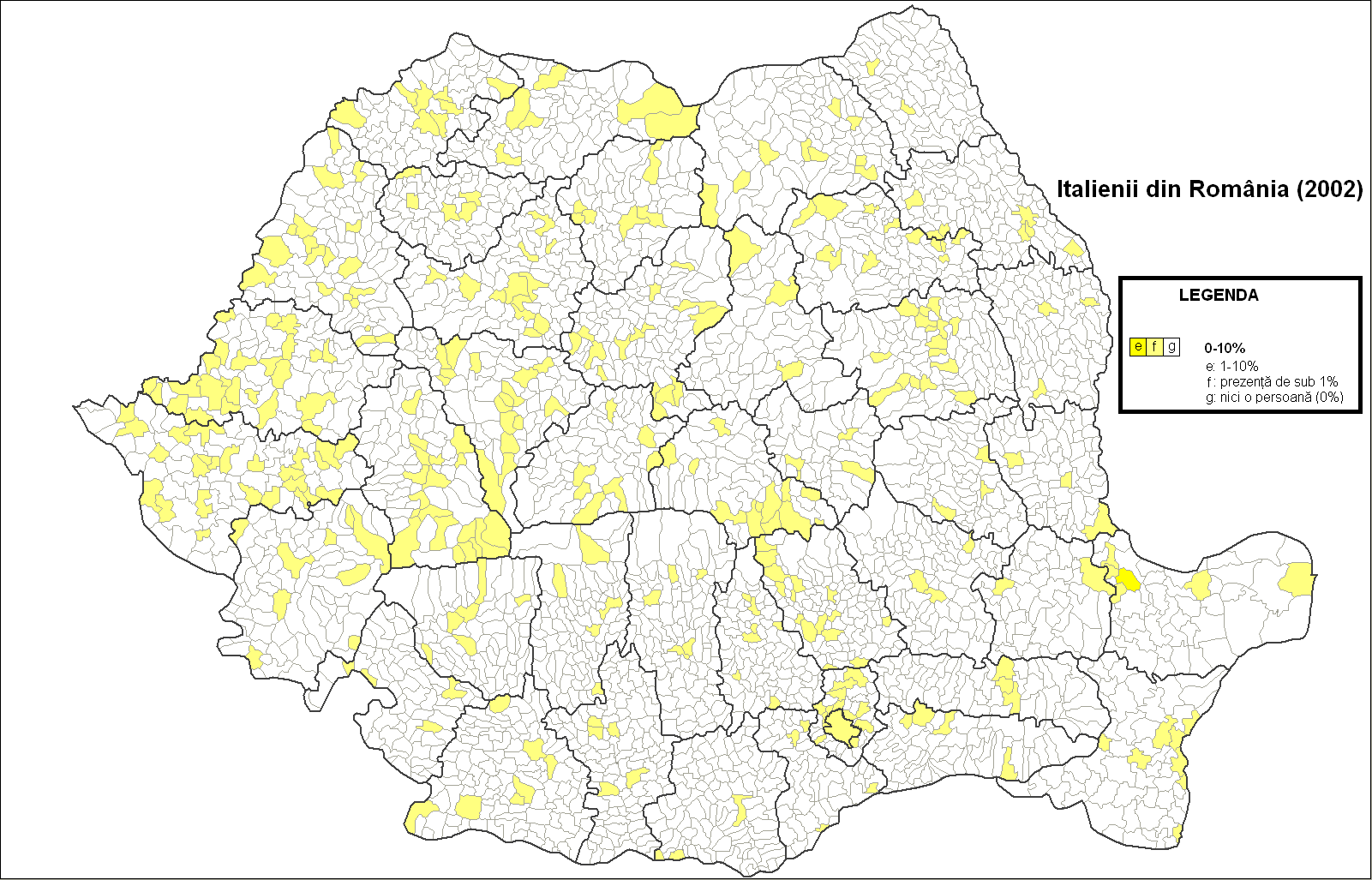
Les italiens de Roumanie (2002)

## Histoire

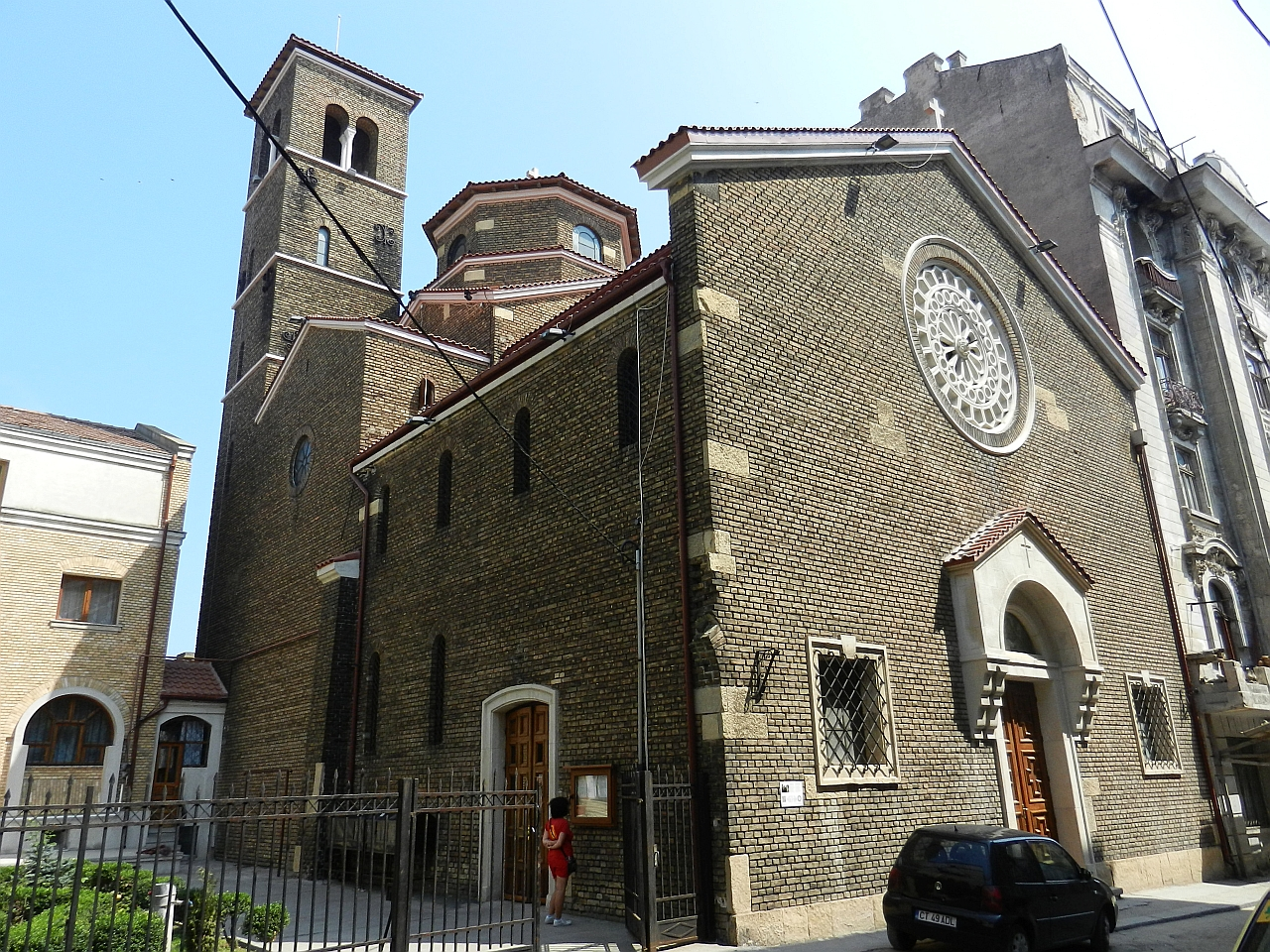
L'église italienne de Constanța

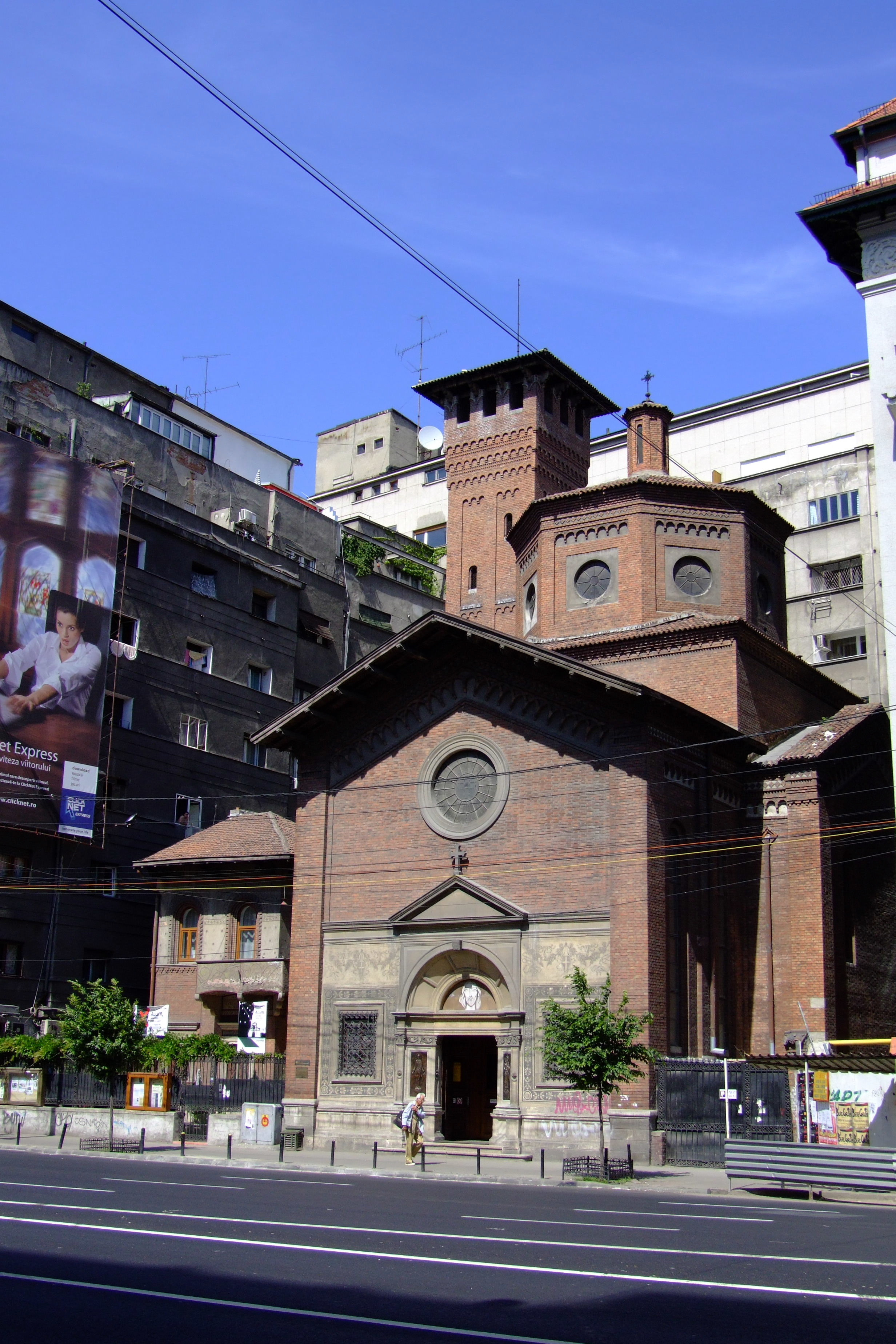
L'église italienne de Bucarest

En grand nombre mais par petits groupes, les italiens sont venus en Roumanie du XVIIIe siècle jusqu’à plus de la moitié du XIXe siècle, s’installant en Transylvanie, en Bucovine et dans le Banat (alors en Autriche-Hongrie), en Bessarabie (alors russe), et dans le reste de l’actuelle Roumanie, en majorité dans les grandes agglomérations, pour travailler à la construction de grands ouvrages. Certains sont valets, majordomes, nourrices, précepteurs, gouvernantes, cuisiniers, maîtres d'hôtel au service de la noblesse roumaine. À ce titre, des roumains d’origine italienne comme Alexandre Rosetti ont participé à la renaissance culturelle roumaine.
Les Italiens se sont installés là où, pensaient-ils, ils pouvaient exercer la même profession, que celle qu’ils avaient en Italie: il y en eut qui s’installèrent comme producteurs de denrées, tel Philippo Dozzi, qui se lança dans la charcuterie industrielle avec son fameux salami fumé d’hiver qu’il fabriqua d’abord en Valachie, puis en Transylvanie austro-hongroise et qui est aujourd’hui connu comme salami de Sibiu en Roumanie et salami de Széged en Hongrie. D’autres se sont lancés dans le commerce, dans les ports le long du Danube et de la mer Noire, à Giurgiu, Brăila, Galați, Reni, Tulcea, Sulina, Constanța ou Mangalia. Ces communautés existent encore aujourd’hui. L’exemple de Târgoviște montre l’importance dans l’entre-deux-guerres de la minorité italienne, puisqu’en 1937 y avait été ouverte une agence consulaire italienne, nécessaire étant donné la taille de la communauté. 
Le nombre des descendants d’Italiens en Roumanie est bien plus important que ne le laissent l’entrevoir les statistiques officielles. En effet dans l’histoire récente du pays et notamment entre 1947 et 1989, se revendiquer comme Italien en Roumanie pouvait mener directement en prison ou dans les camps de travail forcé du Bărăgan, car l’Italie, après avoir été fasciste, était restée « capitaliste et impérialiste » alors que la Roumanie avait rejoint le « camp socialiste ». Les roumains d’origine italienne ont donc, comme ceux de souche bourgeoise ou aristocratique, caché leurs racines, roumanisant leurs noms et détruisant les documents relatifs à leurs origines. Cette assimilation « par prudence » a été facilitée par la forte ressemblance entre les deux langues et les patronymes. Certains ont également préféré fuir le pays vers l’Italie de leurs ancêtres.
À la chute de la dictature en 1989 les suspicions de la police politique Securitate ont disparu et les descendants d’Italiens qui se souviennent de leurs origines, ainsi que les Italiens installés en Roumanie depuis cette date, peuvent se déclarer sans crainte membres de cette communauté.

## Personnalités italiennes de Roumanie
Des italiens de Roumanie se sont illustrés dans différents domaines tels que la musique, le cinéma, la médecine, le journalisme, la peinture, la littérature ou encore l’enseignement. Parmi ces personnalités on trouve Mensis Barberis ; Livio Bellegante ; Florin Bogardo ; Antonio, Alfonso et Carlo Cirillo ; Mădălina Coracin ; Sorana Coroamă-Stanca ; Filippo Dozzi ; Mișu Fotino ; Nicolo Girardi, Dimitrie Gusti ; Adrian Marino ; Horia Moculescu ; Ivana et Amelio Olivotto ; Mihaela Profiriu-Mateescu-Culluri ; Alexandru Pesamosca ; Vicenzo Puschiazzi ; Ileana Stana-Ionescu ; Angela Tomaselli ; Cristian Țopescu ; Virgil Toso ; Dante Viecelli ou Altieri Zanvettor.

## Démographie

### Religion
Selon le recensement 2011, 76,52 % des Italiens de Roumanie sont de confession catholiques romains, 8,55 % sont devenus, à la suite de mariages mixtes, orthodoxes et 6,24 % greco-catholiques, 2,02 sont Témoins de Jéhovah, 1,71 % sont sans religion ou athées et 4,96 % sont d'une autre religion.

## Aujourd’hui
Aux élections législatives de 2004, l’association des italiens de Roumanie (« Associazione degli italiani in Romania RO.AS.IT. ») a tenté de réunir dans sur une même liste les différentes groupes et sensibilités de la minorité italienne, avec l’idée d’unir les Italiens de Roumanie, venus de différentes régions d’Italie et vivant également dans des régions différentes en Roumanie. Ces élections ont également vu la désignation de Mircea Grosaru comme député représentant les Italiens au parlement roumain. Avant lui, Iuliano Valentin avait assuré ce rôle de 1992 à 1996, Marilena Tomov de 1996 à 2000 et Ileana-Stana Ionescu de 2000 à 2004.